# Municipio de Clifton (Carolina del Norte)
El municipio de Clifton (en inglés: Clifton Township) es un municipio ubicado en el  condado de Ashe en el estado estadounidense de Carolina del Norte. En el año 2010 tenía una población de 1.911 habitantes.

## Geografía
El municipio de Clifton se encuentra ubicado en las coordenadas 36°27′54.44″N 81°34′40.39″O / 36.4651222, -81.5778861.